# Rubh’ an Dunain
Rubh’ an Dunain (auch Rubha an Dùnain oder Loch na h-Airde) ist ein megalithisches Kammergrab (englisch chambered tomb) vom Typ Clyde Tomb in den Cuillin Hills am Loch Brittle, einer tiefen Meeresbucht an der Westküste der Insel Skye in der Council Area Highland in Schottland. 
Nahe dem Ende des Küstenvorsprungs südlich des Loch Brittle liegt der runde Steinhügel, weit entfernt von jeder Siedlung, neben einer Mauer, die zum Meer verläuft. Er hat einen konkaven Vorhof vor dem Zugang, der zu einer Galerie führt, die aus drei separaten Kammern besteht. Der im 3. Jahrtausend v. Chr. erbaute Cairn ist noch 3,3 m hoch. Die Kammern und die Fassade sind gut erhalten. Zu beiden Seiten des Zugangs besteht die Fassade aus aufrechten Monolithen, die mit Trockenmauerwerk verbunden sind. Diese Randbegrenzung scheint rund um den Steinhügel in niedriger Form weitergelaufen zu sein, wovon einzelne Steine zeugen. Dieselbe Methode wurde verwendet, um den kurzen Eingangsraum, einen Durchgang und die polygonale Kammer zu errichten. Vier Türstürze befinden sich noch an ihrem Platz in der Decke von Durchgang und Vorkammer. Die Decke erhöht sich von ungefähr 80 cm Höhe am Eingang auf 1,6 m am inneren Türsturz. Die polygonale Kammer ist heute ungedeckt und von oben einsehbar. Bei der Ausgrabung in den 1930er Jahren wurden die Überreste von fünf Erwachsenen, zusammen mit neolithischen Töpferwaren, Feuerstein und Quarzchips sowie einem Stück Bimsstein gefunden. 

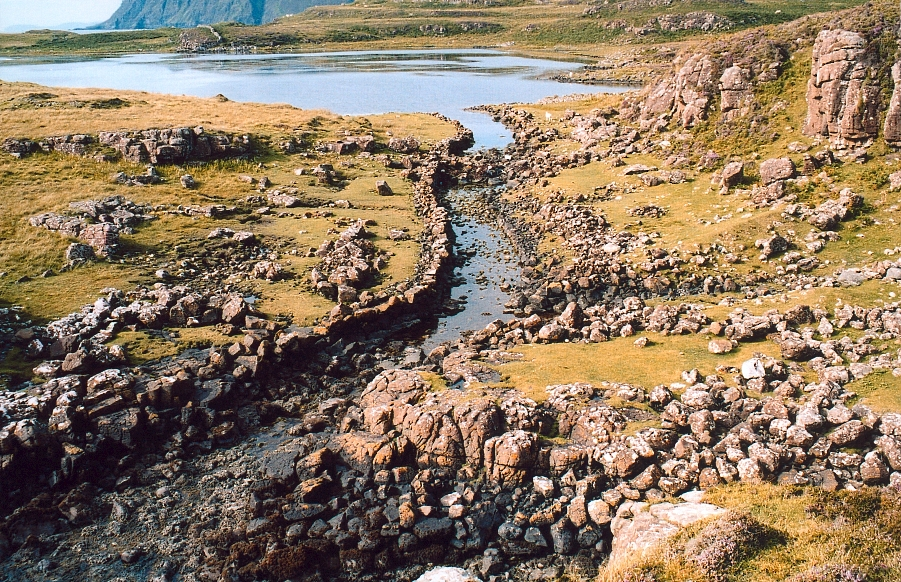
Wikinger-Kanal

Am Südende ist das Loch na h-Airde mit dem Soay Sound durch einen schmalen, künstlichen Wasserweg verbunden, der Wikinger-Kanal genannt wird. Es ist von Mauern gefasst, aber für Boote zu eng. Daher ist ein industrieller Zweck im Mittelalter wahrscheinlich. 
Rubh'an Dunain ist ein Scheduled Monument. 450 m entfernt liegt der Broch von Rubh’ an Dunain.